# Tlite
Tlite  (in arabo أتليت‎?) è un centro abitato e comune rurale del Marocco situato nella provincia di Tata, regione di Souss-Massa. Conta una popolazione di 4 326 abitanti (censimento 2014).